# Iglesia de Undløse
La iglesia de Undløse (en danés: Undløse Kirke) se encuentra en el pueblo del mismo nombre, a unos 17 km al suroeste de Holbæk, en el norte de Selandia (Dinamarca). La parte original de la iglesia románica data de finales del siglo XII. La iglesia destaca por sus frescos de principios del siglo XV y por su elaborado retablo y púlpito barrocos, ambos obra de Abel Schrøder.

## Historia

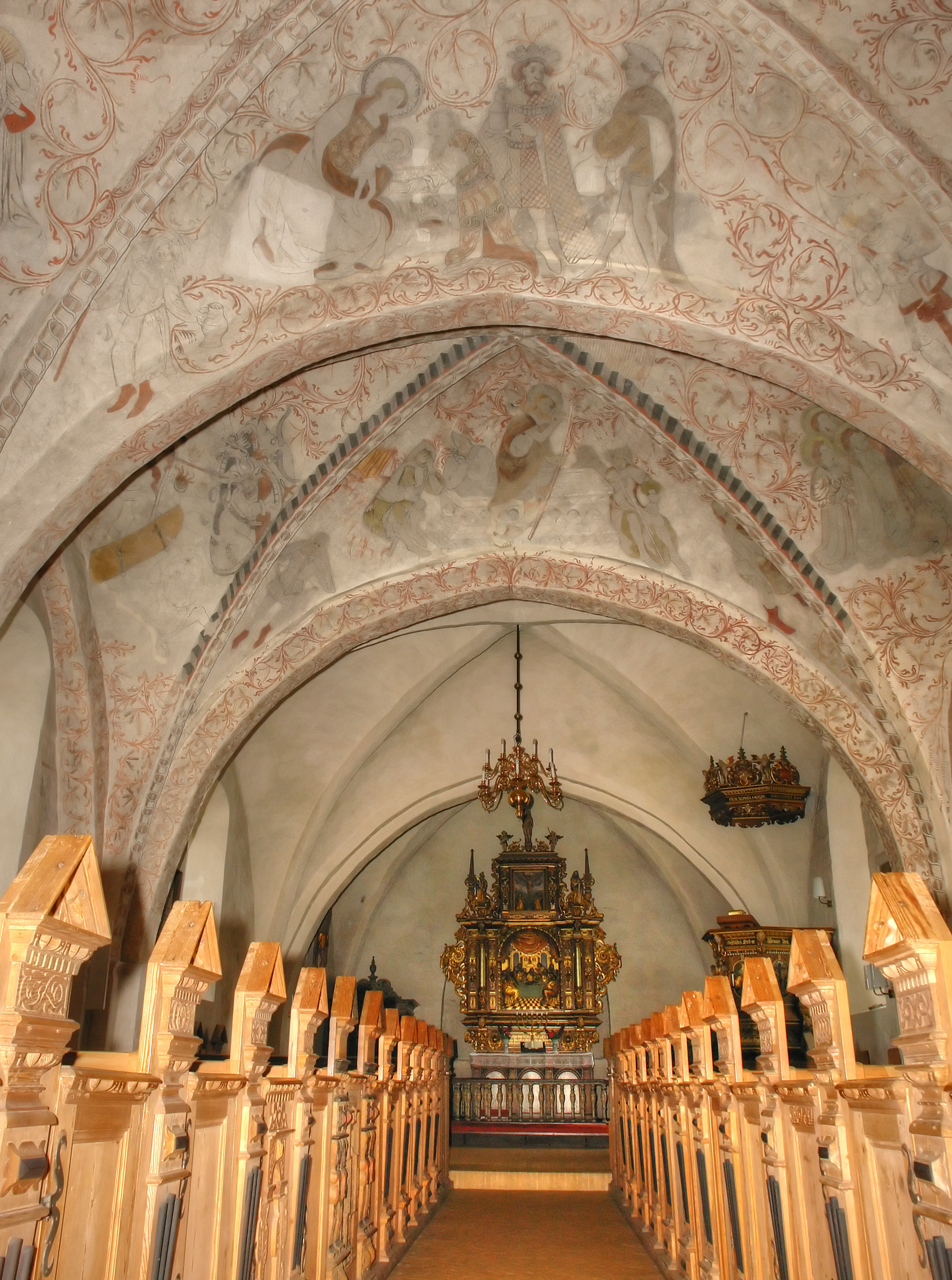
Frescos de la iglesia de Undløse

La iglesia, dedicada a Lorenzo de Roma, pertenecía a la familia Hvide y estaba bajo la jurisdicción de Absalon.
Existe abundante documentación de los siglos XII y XIII sobre transacciones entre Undløse y la abadía de Sorø. El catastro de Roskilde de 1370 enumera los impuestos de la iglesia de Undløse. La correspondencia de 1357 a 1492 documenta las primeras peregrinaciones a Undløse y las diversas ceremonias religiosas relacionadas, todas ellas fomentadas por una fuente sagrada cercana. Una comunicación de indulgencia de 1421 se refiere a la consagración de altares a Nuestra Señora, San Lorenzo y Santa Catalina. En 1441, el obispo de las Islas Feroe consagró una capilla y un altar a San Olaf, y en 1492 se menciona un altar a Santa Ana. En 1687, la iglesia pasó a ser propiedad de Valdemar Christoffer Gabel (1650-1725), y desde entonces fue propiedad de Kongsdal hasta su plena independencia en 1910.

## Arquitectura
El diseño original era románico del siglo XII, en piedra natural y labrada, pero en el gótico tardío se realizaron importantes añadidos y sustituciones en una combinación de ladrillo y piedra natural, y solo se conservaron los muros de la nave de la estructura anterior. La bóveda de crucería de tres tramos es de principios del siglo XV. A principios del siglo XVI, se añadieron el pórtico y la torre, mientras que el presbiterio y el ábside fueron demolidos y sustituidos por un presbiterio gótico considerablemente más largo, probablemente para acoger al creciente número de peregrinos. A finales del periodo católico romano se añadió una sacristía en el lado norte del presbiterio. La puerta norte se tapió hacia 1400, mientras que la puerta sur se mantuvo en uso. Las dos ventanas más occidentales del muro sur, que formaban parte del edificio original, se conservaron, pero fueron renovadas en 1957. Las del muro norte se ampliaron en 1663.

## Mobiliario
Los ricos objetos y el mobiliario de la iglesia de Undløse se conservan excepcionalmente bien. Destacan el cáliz de la primera mitad del siglo XIV y el crucifijo del arco del presbiterio de la misma época (aunque la figura es del siglo XV), así como el retablo (1644) y el púlpito (1643), obra del tallista Abel Schrøder y regalados a la iglesia por Frederik Reedtz y su esposa. Las sillas, con las armas de la nobleza local, y los bancos elaboradamente tallados datan del último cuarto del siglo XVI. La pila bautismal románica de granito gris es tan antigua como la iglesia, pero ha sido modificada. El cuenco de latón decorado procedente de los Países Bajos con figuras de un ciervo, una liebre y un perro es de 1625. El órgano de un solo teclado, construido por Frederik Hoffmann Ramus, de Copenhague, se regaló a la iglesia en 1852. Frobenius renovó el mecanismo de fuelle en 1957.

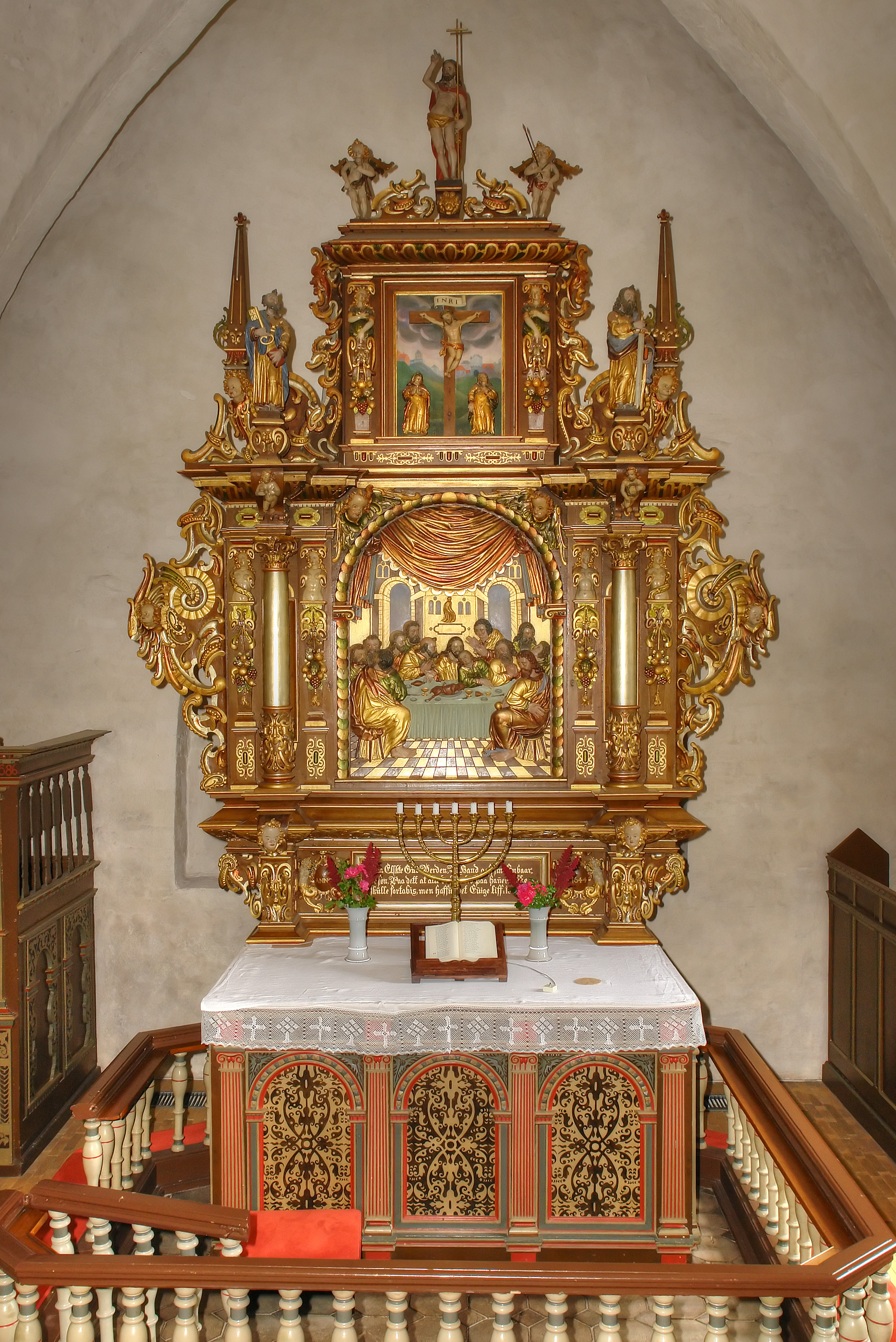
Retablo (1644)
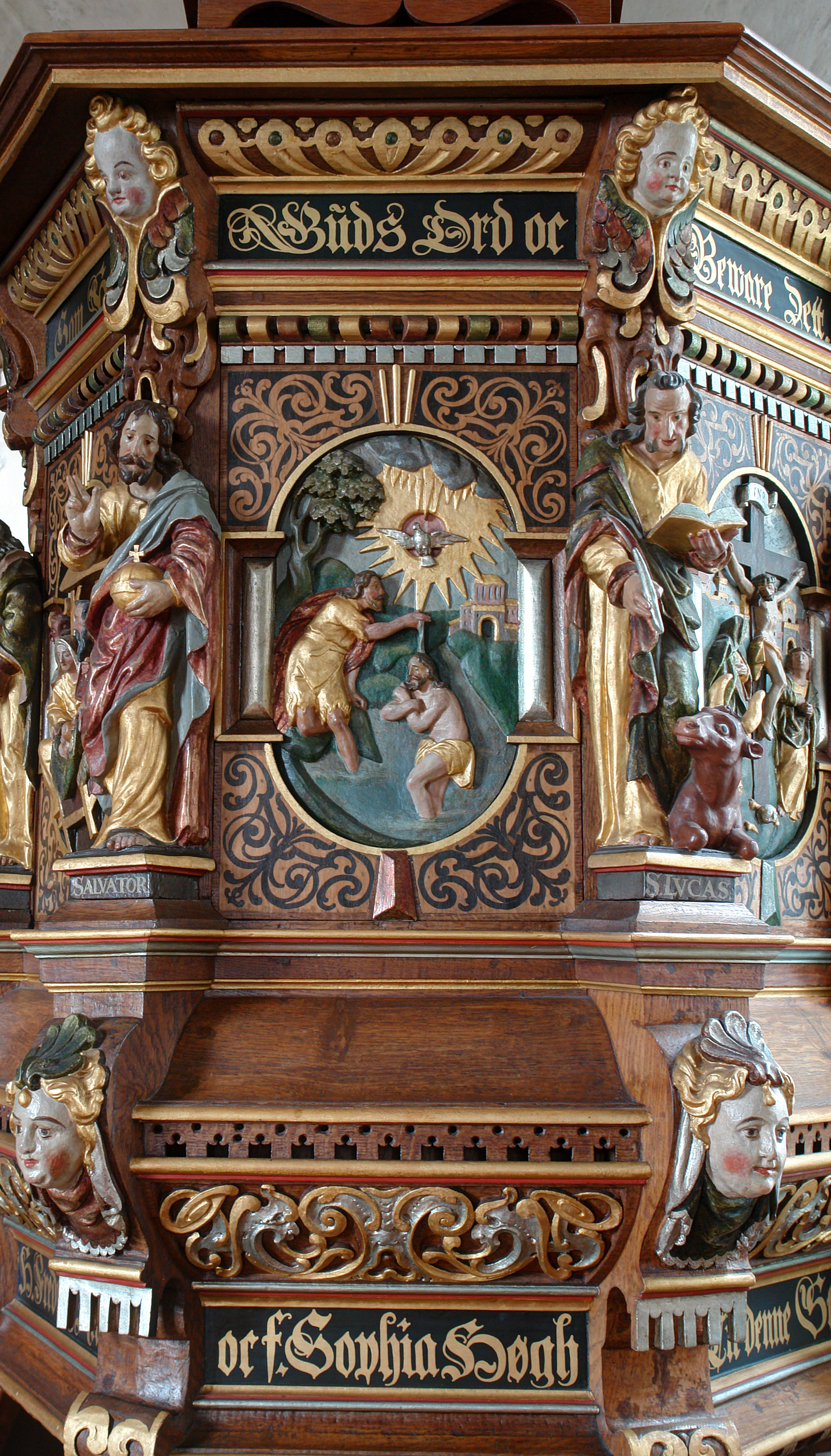
Detalle del púlpito
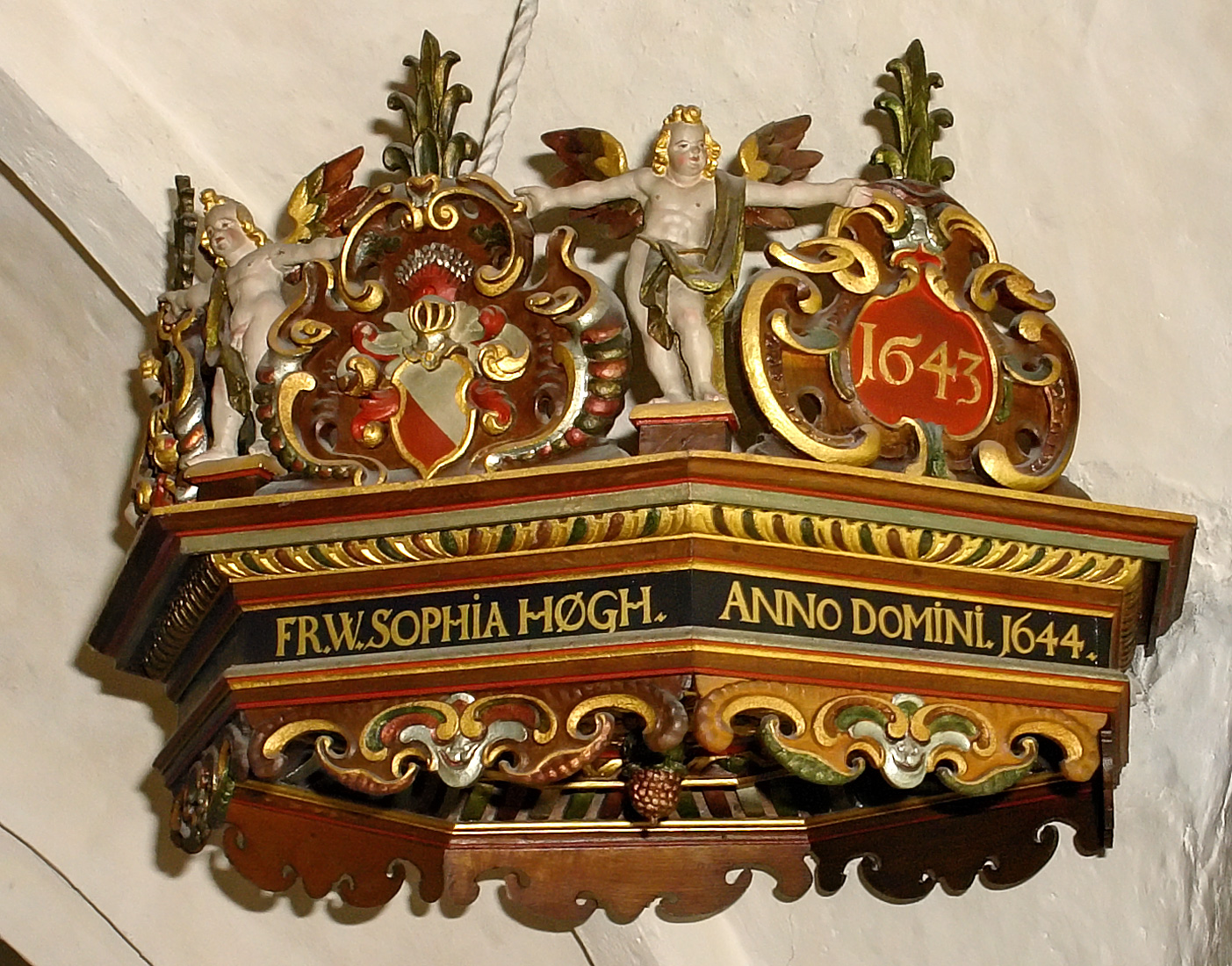
Pabellón del púlpito
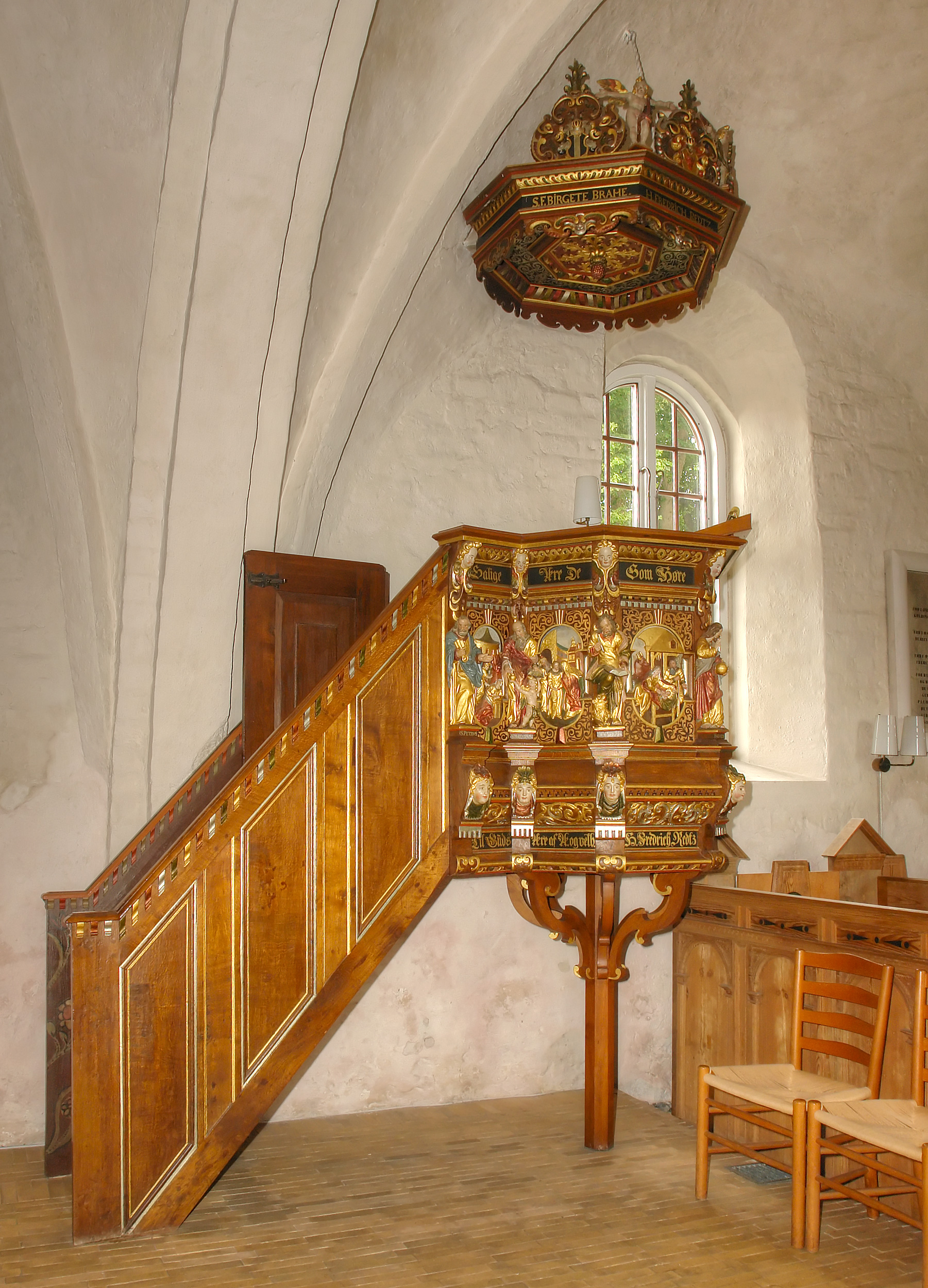
Púlpito (1643)
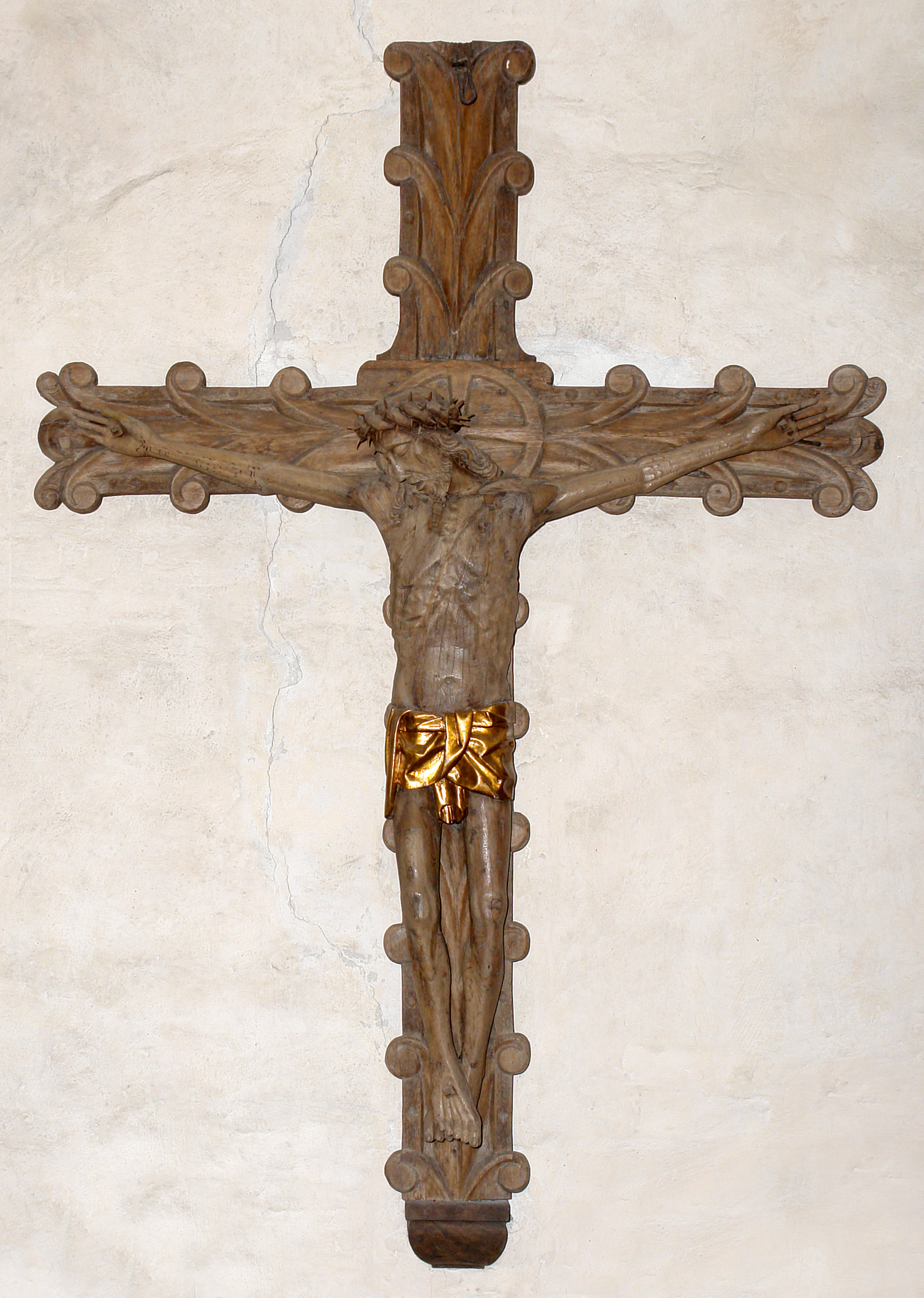
Crucifijo del arco del presbiterio (hacia 1450)
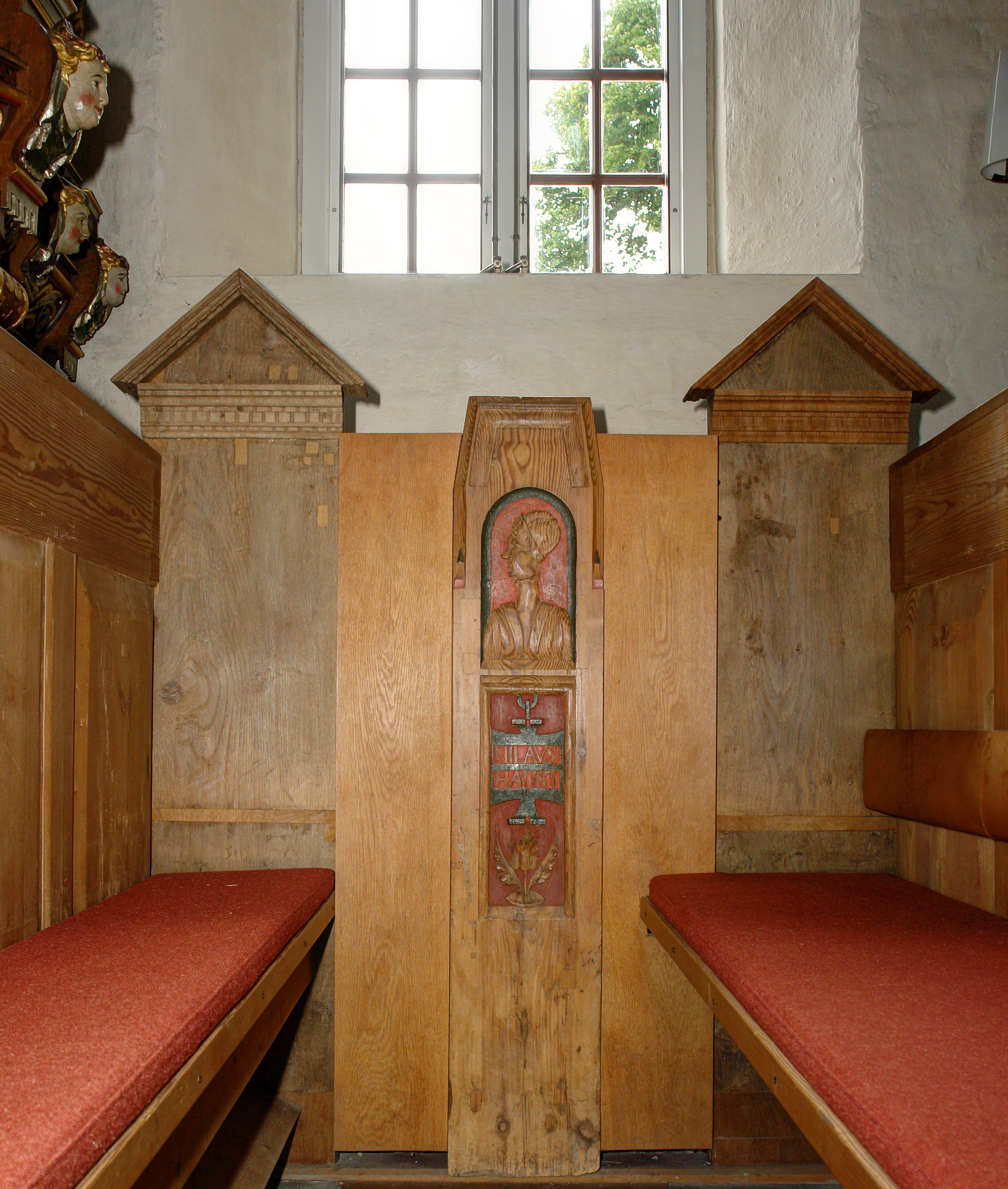
Banco (finales del siglo XVII)

## Frescos
Los frescos de las bóvedas y los arcos de la nave se atribuyen al taller del Maestro de la Unión (danés: Unionsmesteren), activo en Selandia y Escania desde principios del siglo XV. Se ha sugerido que el Maestro de la Unión es idéntico al Maestro de Fogdö, quien decoró iglesias con frescos de una calidad artística inusualmente alta. Posiblemente obra de artistas extranjeros, son de gran calidad artística y parecen haberse inspirado en el Maestro bohemio de Wittingau (c. 1380) o en el wesfaliano Conrad von Soest. 

Los colores casi han desaparecido, ya que las obras de restauración emprendidas tras el descubrimiento de los murales en 1918 se centraron en la limpieza de las zonas blancas, dejando el resto intacto. Representan la Natividad (basada en la visión de Santa Brígida de Suecia, que también aparece en la escena), la Resurrección, la Ascensión y el Día del Juicio Final. También hay imágenes del nacimiento y la infancia de San Esteban, así como del martirio de San Lorenzo.El fresco de la Resurrección se incluyó en el Canon de la Cultura Danesa de 2006 como una de las «obras más grandes e importantes del patrimonio cultural de Dinamarca». Estaba previsto que la restauración de los frescos comenzase en agosto de 2013.

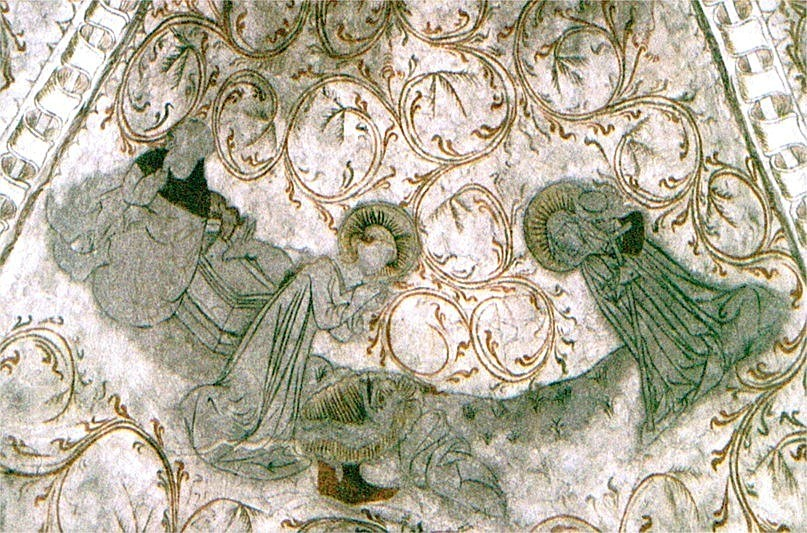
La Natividad y Brígida de Suecia
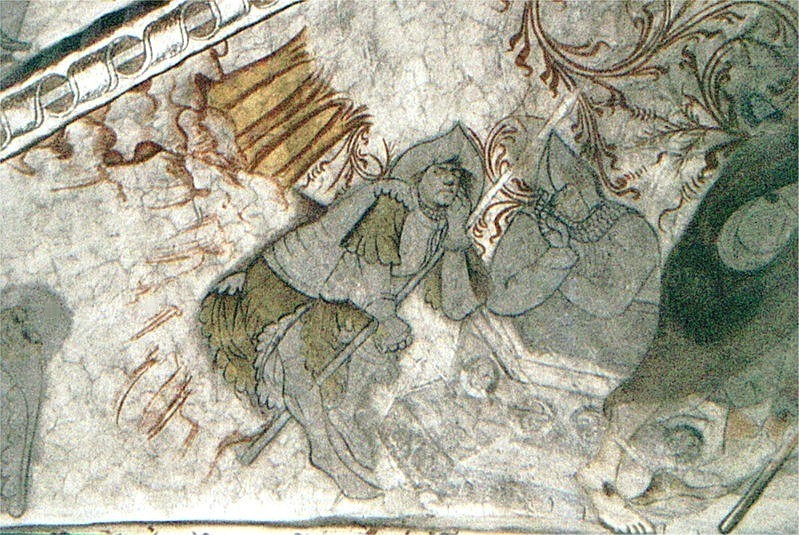
Soldado durmiendo al lado de la tumba
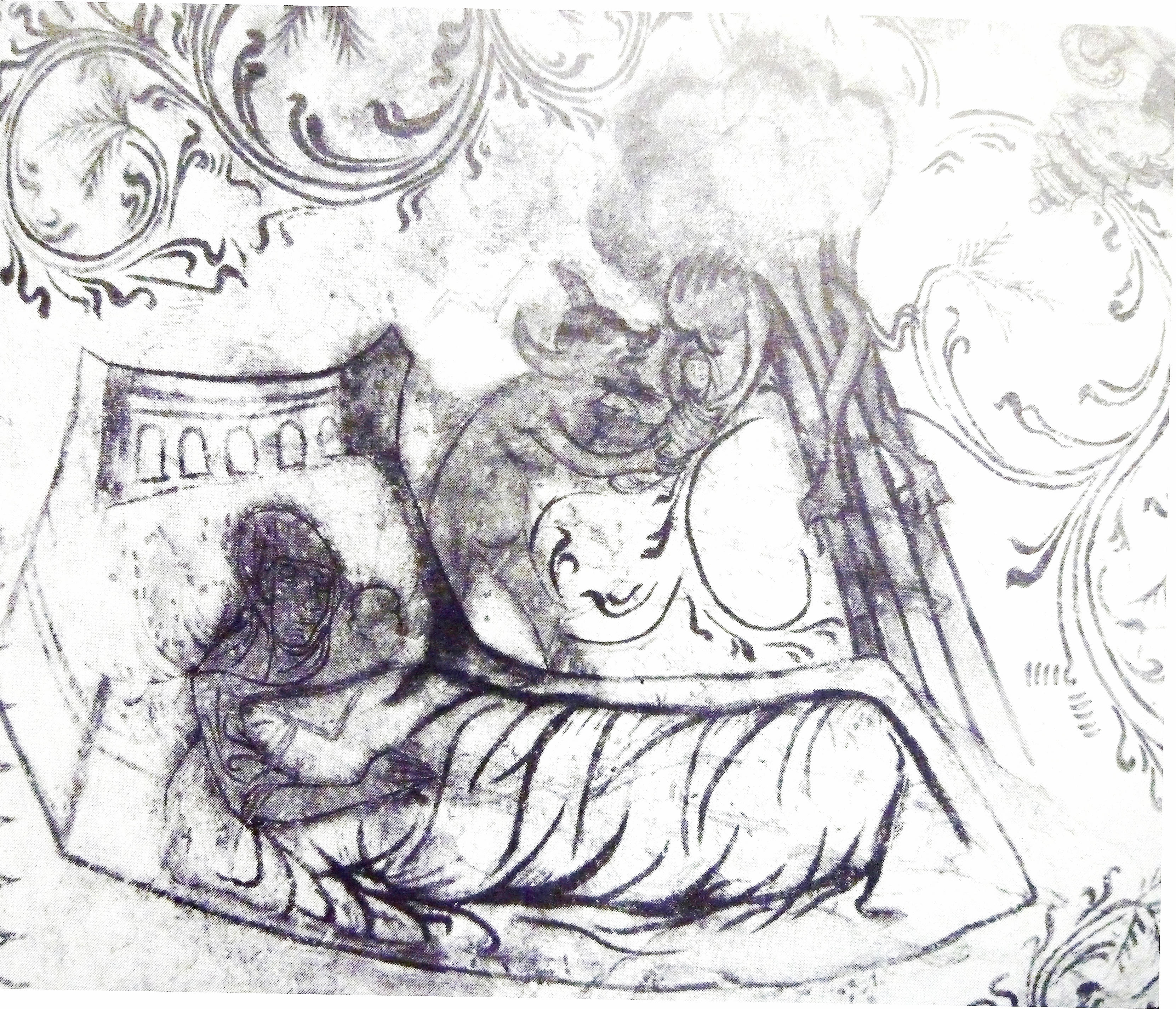
El diablo con el niño Lorenzo
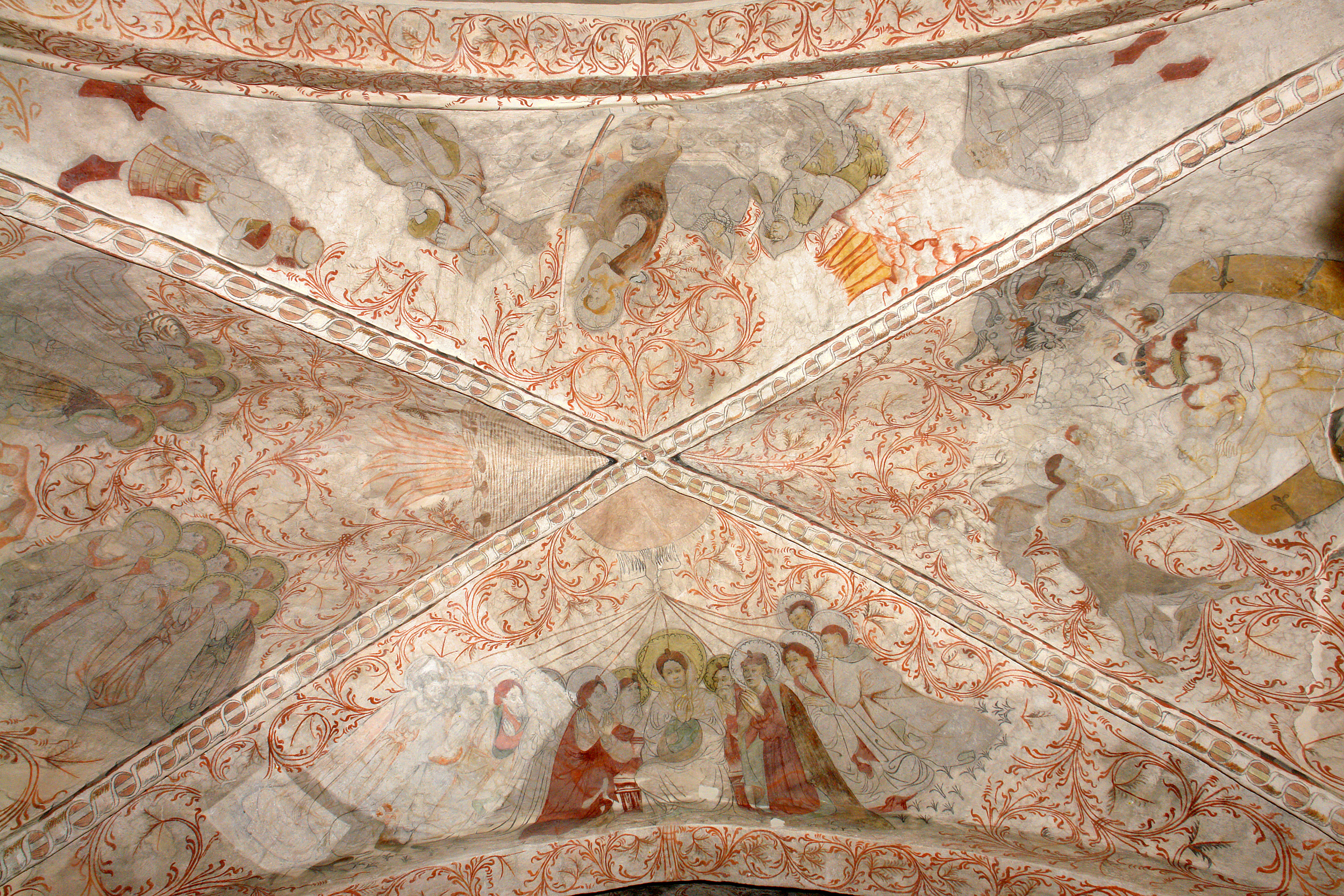
Ascensión, Resurrección, Descenso a los infiernos, Espíritu Santo.

## Cementerio
La iglesia está rodeada por un cementerio tradicional. Entre sus enterramientos destacan el político Jacob Brønnum Scavenius Estrup (1825-1913) y la cantante de ópera, actriz y periodista Helle Halding (1934-2007). 